# Tour d'Écosse féminin 2019
La 1re édition du Tour d'Écosse féminin a lieu du 9 au 11 août 2019. La course fait partie du calendrier international féminin UCI 2019 en catégorie 2.1.
Après une première étape annulée pour cause d'intempérie, Alison Jackson remporte la deuxième étape au sprint. La dernière étape est plus sélective et Leah Thomas s'impose dans un groupe de dix, réalisant ainsi coup double. Elle remporte également le classement par points. Alison Jackson est deuxième du classement général et Stine Borgli troisième. Nikola Noskova est la meilleure jeune et Cecilie Uttrup Ludwig la meilleure grimpeuse.

## Équipes
| Équipes féminines professionnelles (8)- Alé Cipollini - Bigla - Drops - Lotto Soudal Ladies - Parkhotel Valkenburg-Destil - Rally UHC Cycling Women - Tibco-Silicon Valley Bank - Valcar Cylance Équipes nationales (3)- Corée du Sud - Grande-Bretagne - Norvège Équipe féminines amateur (3)- Brother UK-Tifosi-OnForm - Jadan Weldtite - Torelli-Assure Unknown team category- Écosse |
| |

## Étapes
| Étape     | Date    | Villes étapes         | type            | Distance (km) | Vainqueur d'étape | Leader du classement général |
| --------- | ------- | --------------------- | --------------- | ------------- | ----------------- | ---------------------------- |
| 1re étape | 9 août  | Dundee – Dunfermline  | étape vallonnée | 103           | annulé/abandonné  |                              |
| 2e étape  | 10 août | Glasgow – Perth       | étape de plaine | 139,4         | Alison Jackson    | Alison Jackson               |
| 3e étape  | 11 août | Édimbourg – Édimbourg | étape vallonnée | 118,3         | Leah Thomas       | Leah Thomas                  |

## Favorites
La Danoise Cecilie Uttrup Ludwig, l'Australienne Brodie Chapman et l'Américaine Emma White font figures de favorites de l'épreuve.

## Déroulement de la course

### 1reétape
La première étape est annulée pour cause de mauvais temps.

### 2eétape
Une échappée de neuf coureuses, dont quatre de la formation Bigla se forme en début d'étape. Il s'agit de : Nikola Noskova, Elise Chabbey, Mikayla Harvey, Leah Thomas, Joscelin Lowden, Kristabel Doebel-Hickok, Brodie Chapman, Stine Borgli et Ursa Pintar. Leur avance reste en dessous de la minute. Elles sont reprises à cinquante kilomètres de la ligne. Chapman tente de se maintenir seule durant une quarantaine de kilomètres. Elle est finalement revue à dix kilomètres du but. Au sprint, Alison Jackson s'impose devant Emma White.
| \| Classement de l'étape \| Classement de l'étape \| Classement de l'étape \| Classement de l'étape \| Classement de l'étape \| \| Coureuse \| Coureuse \| Pays \| Équipe \| Temps \| \| --------------------- \| --------------------- \| --------------------- \| ------------------------- \| --------------------- \| \| 1re \| Alison Jackson \| Canada \| Tibco-Silicon Valley Bank \| 3 h 24 min 37 s \| \| 2e \| Emma White \| États-Unis \| Rally Cycling \| + 0 s \| \| 3e \| Stine Borgli \| Norvège \| Norvège \| + 0 s \| \| 4e \| Leah Thomas \| États-Unis \| Bigla \| + 0 s \| \| 5e \| Belle De Gast \| Pays-Bas \| Parkhotel Valkenburg \| + 0 s \| \| 6e \| Ilaria Sanguineti \| Italie \| Valcar Cylance \| + 0 s \| \| 7e \| Jessica Roberts \| Royaume-Uni \| Grande-Bretagne \| + 0 s \| \| 8e \| Abby-Mae Parkinson \| Royaume-Uni \| Drops \| + 0 s \| \| 9e \| Niamh Fisher-Black \| Nouvelle-Zélande \| Torelli-Assure \| + 0 s \| \| 10e \| Eugenia Bujak \| Slovénie \| BTC City Ljubljana \| + 0 s \| |                    |                  |                           |                 |
| |                    |                  |                           |                 |
| |                    |                  |                           |                 |
| Classement de l'étape |                    |                  |                           |                 |
| Coureuse | Coureuse           | Pays             | Équipe                    | Temps           |
| 1re | Alison Jackson     | Canada           | Tibco-Silicon Valley Bank | 3 h 24 min 37 s |
| 2e | Emma White         | États-Unis       | Rally Cycling             | + 0 s           |
| 3e | Stine Borgli       | Norvège          | Norvège                   | + 0 s           |
| 4e | Leah Thomas        | États-Unis       | Bigla                     | + 0 s           |
| 5e | Belle De Gast      | Pays-Bas         | Parkhotel Valkenburg      | + 0 s           |
| 6e | Ilaria Sanguineti  | Italie           | Valcar Cylance            | + 0 s           |
| 7e | Jessica Roberts    | Royaume-Uni      | Grande-Bretagne           | + 0 s           |
| 8e | Abby-Mae Parkinson | Royaume-Uni      | Drops                     | + 0 s           |
| 9e | Niamh Fisher-Black | Nouvelle-Zélande | Torelli-Assure            | + 0 s           |
| 10e | Eugenia Bujak      | Slovénie         | BTC City Ljubljana        | + 0 s           |

| \| Classement général \| Classement général \| Classement général \| Classement général \| Classement général \| \| Coureuse \| Coureuse \| Pays \| Équipe \| Temps \| \| ------------------ \| ------------------ \| ------------------ \| ------------------------- \| ------------------ \| \| 1re \| Alison Jackson \| Canada \| Tibco-Silicon Valley Bank \| 3 h 24 min 27 s \| \| 2e \| Emma White \| États-Unis \| Rally Cycling \| + 4 s \| \| 3e \| Stine Borgli \| Norvège \| Norvège \| + 4 s \| \| 4e \| Leah Thomas \| États-Unis \| Bigla \| + 7 s \| \| 5e \| Eugenia Bujak \| Slovénie \| BTC City Ljubljana \| + 8 s \| \| 6e \| Na Ah-reum \| Corée du Sud \| Alé Cipollini \| + 9 s \| \| 7e \| Belle De Gast \| Pays-Bas \| Parkhotel Valkenburg \| + 10 s \| \| 8e \| Ilaria Sanguineti \| Italie \| Valcar Cylance \| + 10 s \| \| 9e \| Jessica Roberts \| Royaume-Uni \| Grande-Bretagne \| + 10 s \| \| 10e \| Abby-Mae Parkinson \| Royaume-Uni \| Drops \| + 10 s \| |                    |              |                           |                 |
| |                    |              |                           |                 |
| |                    |              |                           |                 |
| Classement général |                    |              |                           |                 |
| Coureuse | Coureuse           | Pays         | Équipe                    | Temps           |
| 1re | Alison Jackson     | Canada       | Tibco-Silicon Valley Bank | 3 h 24 min 27 s |
| 2e | Emma White         | États-Unis   | Rally Cycling             | + 4 s           |
| 3e | Stine Borgli       | Norvège      | Norvège                   | + 4 s           |
| 4e | Leah Thomas        | États-Unis   | Bigla                     | + 7 s           |
| 5e | Eugenia Bujak      | Slovénie     | BTC City Ljubljana        | + 8 s           |
| 6e | Na Ah-reum         | Corée du Sud | Alé Cipollini             | + 9 s           |
| 7e | Belle De Gast      | Pays-Bas     | Parkhotel Valkenburg      | + 10 s          |
| 8e | Ilaria Sanguineti  | Italie       | Valcar Cylance            | + 10 s          |
| 9e | Jessica Roberts    | Royaume-Uni  | Grande-Bretagne           | + 10 s          |
| 10e | Abby-Mae Parkinson | Royaume-Uni  | Drops                     | + 10 s          |

### 3eétape
En fin d'étape, Cecilie Uttrup Ludwig attaque. Elle est reprise par un groupe de dix coureuses dans le final. Leah Thomas s'impose au sprint dans ce groupe et s'empare ainsi de la victoire finale.
| \| Classement de l'étape \| Classement de l'étape \| Classement de l'étape \| Classement de l'étape \| Classement de l'étape \| \| Coureuse \| Coureuse \| Pays \| Équipe \| Temps \| \| --------------------- \| --------------------- \| --------------------- \| ------------------------- \| --------------------- \| \| 1re \| Leah Thomas \| États-Unis \| Bigla \| 3 h 10 min 04 s \| \| 2e \| Elise Chabbey \| Suisse \| Bigla \| + 0 s \| \| 3e \| Stine Borgli \| Norvège \| Norvège \| + 0 s \| \| 4e \| Alison Jackson \| Canada \| Tibco-Silicon Valley Bank \| + 0 s \| \| 5e \| Eugenia Bujak \| Slovénie \| BTC City Ljubljana \| + 0 s \| \| 6e \| Eri Yonamine \| Japon \| Alé Cipollini \| + 0 s \| \| 7e \| Julie Van de Velde \| Belgique \| Lotto Soudal Ladies \| + 0 s \| \| 8e \| Hanna Nilsson \| Suède \| BTC City Ljubljana \| + 0 s \| \| 9e \| Nikola Nosková \| Tchéquie \| Bigla \| + 3 s \| \| 10e \| Nadia Quagliotto \| Italie \| Alé Cipollini \| + 6 s \| |                    |            |                           |                 |
| |                    |            |                           |                 |
| |                    |            |                           |                 |
| Classement de l'étape |                    |            |                           |                 |
| Coureuse | Coureuse           | Pays       | Équipe                    | Temps           |
| 1re | Leah Thomas        | États-Unis | Bigla                     | 3 h 10 min 04 s |
| 2e | Elise Chabbey      | Suisse     | Bigla                     | + 0 s           |
| 3e | Stine Borgli       | Norvège    | Norvège                   | + 0 s           |
| 4e | Alison Jackson     | Canada     | Tibco-Silicon Valley Bank | + 0 s           |
| 5e | Eugenia Bujak      | Slovénie   | BTC City Ljubljana        | + 0 s           |
| 6e | Eri Yonamine       | Japon      | Alé Cipollini             | + 0 s           |
| 7e | Julie Van de Velde | Belgique   | Lotto Soudal Ladies       | + 0 s           |
| 8e | Hanna Nilsson      | Suède      | BTC City Ljubljana        | + 0 s           |
| 9e | Nikola Nosková     | Tchéquie   | Bigla                     | + 3 s           |
| 10e | Nadia Quagliotto   | Italie     | Alé Cipollini             | + 6 s           |

## Classements finals

### Classement général final
| \| Classement général \| Classement général \| Classement général \| Classement général \| Classement général \| \| Coureuse \| Coureuse \| Pays \| Équipe \| Temps \| \| ------------------ \| ------------------ \| ------------------ \| ------------------------- \| ------------------ \| \| 1re \| Leah Thomas \| États-Unis \| Bigla \| 6 h 34 min 24 s \| \| 2e \| Alison Jackson \| Canada \| Tibco-Silicon Valley Bank \| + 5 s \| \| 3e \| Stine Borgli \| Norvège \| Norvège \| + 7 s \| \| 4e \| Eugenia Bujak \| Slovénie \| BTC City Ljubljana \| + 13 s \| \| 5e \| Elise Chabbey \| Suisse \| Bigla \| + 14 s \| \| 6e \| Eri Yonamine \| Japon \| Alé Cipollini \| + 20 s \| \| 7e \| Hanna Nilsson \| Suède \| BTC City Ljubljana \| + 20 s \| \| 8e \| Julie Van de Velde \| Belgique \| Lotto Soudal Ladies \| + 20 s \| \| 9e \| Nikola Nosková \| Tchéquie \| Bigla \| + 23 s \| \| 10e \| Emma White \| États-Unis \| Rally Cycling \| + 26 s \| |                    |            |                           |                 |
| |                    |            |                           |                 |
| |                    |            |                           |                 |
| Classement général |                    |            |                           |                 |
| Coureuse | Coureuse           | Pays       | Équipe                    | Temps           |
| 1re | Leah Thomas        | États-Unis | Bigla                     | 6 h 34 min 24 s |
| 2e | Alison Jackson     | Canada     | Tibco-Silicon Valley Bank | + 5 s           |
| 3e | Stine Borgli       | Norvège    | Norvège                   | + 7 s           |
| 4e | Eugenia Bujak      | Slovénie   | BTC City Ljubljana        | + 13 s          |
| 5e | Elise Chabbey      | Suisse     | Bigla                     | + 14 s          |
| 6e | Eri Yonamine       | Japon      | Alé Cipollini             | + 20 s          |
| 7e | Hanna Nilsson      | Suède      | BTC City Ljubljana        | + 20 s          |
| 8e | Julie Van de Velde | Belgique   | Lotto Soudal Ladies       | + 20 s          |
| 9e | Nikola Nosková     | Tchéquie   | Bigla                     | + 23 s          |
| 10e | Emma White         | États-Unis | Rally Cycling             | + 26 s          |

### Points UCI
| Position           | 1er | 2e | 3e | 4e | 5e | 6e | 7e | 8e | 9e | 10e | 11e | 12e | 13e à 15e | 16e à 25e |
| Classement général | 125 | 85 | 70 | 60 | 50 | 40 | 35 | 30 | 25 | 20  | 15  | 10  | 5         | 3         |
| Par étape          | 16  | 12 | 8  | 6  | 5  | 4  | 3  | 2  |    |     |     |     |           |           |
| Leader, par étape  | 3   |    |    |    |    |    |    |    |    |     |     |     |           |           |

### Classements annexes
| Classement par points | Classement par points | Classement par points | Classement par points              | Classement par points |
| Coureuse              | Coureuse              | Pays                  | Équipe                             | Points                |
| --------------------- | --------------------- | --------------------- | ---------------------------------- | --------------------- |
| 1re                   | Leah Thomas           | États-Unis            | Bigla                              | 43 pts                |
| 2e                    | Alison Jackson        | Canada                | Tibco-Silicon Valley Bank          | 32 pts                |
| 3e                    | Stine Borgli          | Norvège               | FDJ-Nouvelle Aquitaine-Futuroscope | 30 pts                |
| 4e                    | Eugenia Bujak         | Slovénie              | BTC City Ljubljana                 | 29 pts                |
| 5e                    | Elise Chabbey         | Suisse                | Bigla                              | 17 pts                |
| 6e                    | Emma White            | États-Unis            | Rally Cycling                      | 14 pts                |
| 7e                    | Belle De Gast         | Pays-Bas              | Parkhotel Valkenburg               | 11 pts                |
| 8e                    | Ann-Sophie Duyck      | Belgique              | Parkhotel Valkenburg               | 10 pts                |
| 9e                    | Rebecca Durrell       | Royaume-Uni           | Tibco-Silicon Valley Bank          | 10 pts                |
| 10e                   | Eri Yonamine          | Japon                 | Alé Cipollini                      | 10 pts                |

| Classement par points | Classement par points | Classement par points | Classement par points              | Classement par points |
| Coureuse              | Coureuse              | Pays                  | Équipe                             | Points                |
| --------------------- | --------------------- | --------------------- | ---------------------------------- | --------------------- |
| 1re                   | Leah Thomas           | États-Unis            | Bigla                              | 43 pts                |
| 2e                    | Alison Jackson        | Canada                | Tibco-Silicon Valley Bank          | 32 pts                |
| 3e                    | Stine Borgli          | Norvège               | FDJ-Nouvelle Aquitaine-Futuroscope | 30 pts                |
| 4e                    | Eugenia Bujak         | Slovénie              | BTC City Ljubljana                 | 29 pts                |
| 5e                    | Elise Chabbey         | Suisse                | Bigla                              | 17 pts                |
| 6e                    | Emma White            | États-Unis            | Rally Cycling                      | 14 pts                |
| 7e                    | Belle De Gast         | Pays-Bas              | Parkhotel Valkenburg               | 11 pts                |
| 8e                    | Ann-Sophie Duyck      | Belgique              | Parkhotel Valkenburg               | 10 pts                |
| 9e                    | Rebecca Durrell       | Royaume-Uni           | Tibco-Silicon Valley Bank          | 10 pts                |
| 10e                   | Eri Yonamine          | Japon                 | Alé Cipollini                      | 10 pts                |

| Classement de la montagne | Classement de la montagne | Classement de la montagne | Classement de la montagne | Classement de la montagne |
| Coureuse                  | Coureuse                  | Pays                      | Équipe                    | Points                    |
| ------------------------- | ------------------------- | ------------------------- | ------------------------- | ------------------------- |
| 1re                       | Cecilie Uttrup Ludwig     | Danemark                  | Bigla                     | 40 pts                    |
| 2e                        | Elise Chabbey             | Suisse                    | Bigla                     | 32 pts                    |
| 3e                        | Julie Van de Velde        | Belgique                  | Lotto Soudal Ladies       | 14 pts                    |
| 4e                        | Leah Thomas               | États-Unis                | Bigla                     | 11 pts                    |
| 5e                        | Vita Heine                | Norvège                   | Hitec Products-Birk Sport | 8 pts                     |
| 6e                        | Eri Yonamine              | Japon                     | Alé Cipollini             | 5 pts                     |
| 7e                        | Eugenia Bujak             | Slovénie                  | BTC City Ljubljana        | 4 pts                     |
| 8e                        | Nikola Nosková            | Tchéquie                  | Bigla                     | 2 pts                     |
| 9e                        | Niamh Fisher-Black        | Nouvelle-Zélande          | Torelli-Assure            | 2 pts                     |
| 10e                       | Mikayla Harvey            | Nouvelle-Zélande          | Bigla                     | 1 pt                      |

| Classement de la montagne | Classement de la montagne | Classement de la montagne | Classement de la montagne | Classement de la montagne |
| Coureuse                  | Coureuse                  | Pays                      | Équipe                    | Points                    |
| ------------------------- | ------------------------- | ------------------------- | ------------------------- | ------------------------- |
| 1re                       | Cecilie Uttrup Ludwig     | Danemark                  | Bigla                     | 40 pts                    |
| 2e                        | Elise Chabbey             | Suisse                    | Bigla                     | 32 pts                    |
| 3e                        | Julie Van de Velde        | Belgique                  | Lotto Soudal Ladies       | 14 pts                    |
| 4e                        | Leah Thomas               | États-Unis                | Bigla                     | 11 pts                    |
| 5e                        | Vita Heine                | Norvège                   | Hitec Products-Birk Sport | 8 pts                     |
| 6e                        | Eri Yonamine              | Japon                     | Alé Cipollini             | 5 pts                     |
| 7e                        | Eugenia Bujak             | Slovénie                  | BTC City Ljubljana        | 4 pts                     |
| 8e                        | Nikola Nosková            | Tchéquie                  | Bigla                     | 2 pts                     |
| 9e                        | Niamh Fisher-Black        | Nouvelle-Zélande          | Torelli-Assure            | 2 pts                     |
| 10e                       | Mikayla Harvey            | Nouvelle-Zélande          | Bigla                     | 1 pt                      |

| Classement du meilleur jeune | Classement du meilleur jeune | Classement du meilleur jeune | Classement du meilleur jeune | Classement du meilleur jeune |
| Coureuse                     | Coureuse                     | Pays                         | Équipe                       | Temps                        |
| ---------------------------- | ---------------------------- | ---------------------------- | ---------------------------- | ---------------------------- |
| 1re                          | Nikola Nosková               | Tchéquie                     | Bigla                        | 6 h 34 min 47 s              |
| 2e                           | Emma White                   | États-Unis                   | Rally Cycling                | + 3 s                        |
| 3e                           | Nadia Quagliotto             | Italie                       | Alé Cipollini                | + 3 s                        |
| 4e                           | Anna Shackley                | Écosse                       | Écosse                       | + 5 s                        |
| 5e                           | Mikayla Harvey               | Nouvelle-Zélande             | Bigla                        | + 5 s                        |
| 6e                           | Jessica Roberts              | Royaume-Uni                  | Breeze                       | + 6 s                        |
| 7e                           | Abby-Mae Parkinson           | Royaume-Uni                  | Drops                        | + 6 s                        |
| 8e                           | Niamh Fisher-Black           | Nouvelle-Zélande             | Torelli-Assure               | + 6 s                        |
| 9e                           | Silvia Persico               | Italie                       | Valcar Cylance               | + 9 s                        |
| 10e                          | Sophie Wright                | Royaume-Uni                  | Bigla                        | + 12 s                       |

| Classement du meilleur jeune | Classement du meilleur jeune | Classement du meilleur jeune | Classement du meilleur jeune | Classement du meilleur jeune |
| Coureuse                     | Coureuse                     | Pays                         | Équipe                       | Temps                        |
| ---------------------------- | ---------------------------- | ---------------------------- | ---------------------------- | ---------------------------- |
| 1re                          | Nikola Nosková               | Tchéquie                     | Bigla                        | 6 h 34 min 47 s              |
| 2e                           | Emma White                   | États-Unis                   | Rally Cycling                | + 3 s                        |
| 3e                           | Nadia Quagliotto             | Italie                       | Alé Cipollini                | + 3 s                        |
| 4e                           | Anna Shackley                | Écosse                       | Écosse                       | + 5 s                        |
| 5e                           | Mikayla Harvey               | Nouvelle-Zélande             | Bigla                        | + 5 s                        |
| 6e                           | Jessica Roberts              | Royaume-Uni                  | Breeze                       | + 6 s                        |
| 7e                           | Abby-Mae Parkinson           | Royaume-Uni                  | Drops                        | + 6 s                        |
| 8e                           | Niamh Fisher-Black           | Nouvelle-Zélande             | Torelli-Assure               | + 6 s                        |
| 9e                           | Silvia Persico               | Italie                       | Valcar Cylance               | + 9 s                        |
| 10e                          | Sophie Wright                | Royaume-Uni                  | Bigla                        | + 12 s                       |

## Évolution des classements
| Étape              |                    | Vainqueur _      | Classement général | Classement par points | Meilleure grimpeuse   | Meilleure jeune |
| ------------------ | ------------------ | ---------------- | ------------------ | --------------------- | --------------------- | --------------- |
| 1re étape          | étape vallonnée    | annulé/abandonné | non attribué       | non attribué          | non attribué          | non attribué    |
| 2e étape           | étape de plaine    | Alison Jackson   | Alison Jackson     | Leah Thomas           | Cecilie Uttrup Ludwig | Emma White      |
| 3e étape           | étape vallonnée    | Leah Thomas      | Leah Thomas        | Leah Thomas           | Cecilie Uttrup Ludwig | Nikola Nosková  |
| Classements finals | Classements finals |                  | Leah Thomas        | Leah Thomas           | Cecilie Uttrup Ludwig | Nikola Nosková  |

## Liste des participantes
| Écosse ___ | Écosse ___            | Écosse ___ |
| ---------- | --------------------- | ---------- |
| Num        | Coureuse              | Pos        |
| 1          | Katie Archibald (GBR) | 54e        |
| 2          | Neah Evans (GBR)      | 43e        |
| 3          | Jennifer George (GBR) | 32e        |
| 4          | Jenny Holl (GBR)      | 66e        |
| 5          | Sophie Lankford (GBR) | 57e        |
| 6          | Anna Shackley (GBR)   | 13e        |

| Alé Cipollini ALE | Alé Cipollini ALE             | Alé Cipollini ALE |
| ----------------- | ----------------------------- | ----------------- |
| Num               | Coureuse                      | Pos               |
| 11                | Jessica Raimondi (ITA)        | 59e               |
| 12                | Marjolein van 't Geloof (NED) | 67e               |
| 13                | Na Ah-reum (KOR)              | 26e               |
| 14                | Nadia Quagliotto (ITA)        | 12e               |
| 16                | Eri Yonamine (JPN) (route)    | 6e                |

| Bigla BIG | Bigla BIG                   | Bigla BIG |
| --------- | --------------------------- | --------- |
| Num       | Coureuse                    | Pos       |
| 21        | Cecilie Uttrup Ludwig (DEN) | 30e       |
| 22        | Sophie Wright (GBR)         | 19e       |
| 23        | Elise Chabbey (SUI)         | 5e        |
| 24        | Nikola Nosková (CZE)        | 9e        |
| 25        | Mikayla Harvey (NZL)        | 14e       |
| 26        | Leah Thomas (USA)           | 1re       |

| Drops DRP | Drops DRP                | Drops DRP |
| --------- | ------------------------ | --------- |
| Num       | Coureuse                 | Pos       |
| 31        | Abby-Mae Parkinson (GBR) | 16e       |
| 32        | Grace Anderson (NZL)     | 61e       |
| 33        | Megan Barker (GBR)       | 48e       |
| 34        | Anna Christian (GBR)     | 25e       |
| 35        | Elizabeth Bennett (GBR)  | 49e       |
| 36        | Joscelin Lowden (GBR)    | AB        |

| Lotto Soudal Ladies LSL | Lotto Soudal Ladies LSL  | Lotto Soudal Ladies LSL |
| ----------------------- | ------------------------ | ----------------------- |
| Num                     | Coureuse                 | Pos                     |
| 41                      | Danielle Christmas (GBR) | 46e                     |
| 42                      | Danique Braam (NED)      | AB                      |
| 43                      | Dannielle Khan (GBR)     | 68e                     |
| 44                      | Annelies Dom (BEL)       | 44e                     |
| 46                      | Julie Van de Velde (BEL) | 8e                      |

| Parkhotel Valkenburg PHV | Parkhotel Valkenburg PHV  | Parkhotel Valkenburg PHV |
| ------------------------ | ------------------------- | ------------------------ |
| Num                      | Coureuse                  | Pos                      |
| 52                       | Ann-Sophie Duyck (BEL)    | 47e                      |
| 53                       | Sylvie Swinkels (NED)     | 64e                      |
| 54                       | Belle De Gast (NED)       | 39e                      |
| 56                       | Janine van der Meer (NED) | AB                       |

| Rally Cycling RLW | Rally Cycling RLW             | Rally Cycling RLW |
| ----------------- | ----------------------------- | ----------------- |
| Num               | Coureuse                      | Pos               |
| 61                | Emma White (USA)              | 10e               |
| 62                | Sara Bergen (CAN)             | AB                |
| 63                | Allison Beveridge (CAN)       | 62e               |
| 64                | Kristabel Doebel-Hickok (USA) | 28e               |
| 65                | Gillian Ellsay (CAN)          | 42e               |
| 66                | Katherine Maine (CAN)         | AB                |

| Tibco-Silicon Valley Bank TIB | Tibco-Silicon Valley Bank TIB | Tibco-Silicon Valley Bank TIB |
| ----------------------------- | ----------------------------- | ----------------------------- |
| Num                           | Coureuse                      | Pos                           |
| 71                            | Brodie Chapman (AUS)          | 38e                           |
| 72                            | Rozanne Slik (NED)            | AB                            |
| 73                            | Alison Jackson (CAN)          | 2e                            |
| 74                            | Sharlotte Lucas (NZL)         | 52e                           |
| 75                            | Shannon Malseed (AUS)         | 37e                           |

| Valcar Cylance VAL | Valcar Cylance VAL      | Valcar Cylance VAL |
| ------------------ | ----------------------- | ------------------ |
| Num                | Coureuse                | Pos                |
| 81                 | Dalia Muccioli (ITA)    | 41e                |
| 82                 | Chiara Consonni (ITA)   | AB                 |
| 83                 | Silvia Pollicini (ITA)  | 63e                |
| 84                 | Asja Paladin (ITA)      | 21e                |
| 85                 | Silvia Persico (ITA)    | 18e                |
| 86                 | Ilaria Sanguineti (ITA) | 29e                |

| BTC City Ljubljana BTC | BTC City Ljubljana BTC      | BTC City Ljubljana BTC |
| ---------------------- | --------------------------- | ---------------------- |
| Num                    | Coureuse                    | Pos                    |
| 91                     | Eugenia Bujak (SLO) (route) | 4e                     |
| 92                     | Urška Bravec (SLO)          | 34e                    |
| 93                     | Hanna Nilsson (SWE)         | 7e                     |
| 94                     | Urša Pintar (SLO)           | 27e                    |
| 95                     | Rossella Ratto (ITA)        | 23e                    |
| 96                     | Špela Kern (SLO)            | 33e                    |

| Grande-Bretagne GBR | Grande-Bretagne GBR | Grande-Bretagne GBR |
| ------------------- | ------------------- | ------------------- |
| Num                 | Coureuse            | Pos                 |
| 101                 | Jessica Roberts     | 15e                 |
| 102                 | Anna Docherty       | AB                  |
| 103                 | Josie Knight        | 40e                 |
| 105                 | Amelia Sharpe       | 51e                 |

| Corée du Sud KOR | Corée du Sud KOR | Corée du Sud KOR |
| ---------------- | ---------------- | ---------------- |
| Num              | Coureuse         | Pos              |
| 111              | Lee Ju-mi        | AB               |
| 112              | Su-Ji Jang       | AB               |
| 113              | Kang Hyun-kyung  | AB               |
| 114              | Kim Hyun-ji      | 65e              |
| 115              | Seon-ha Yu       | 56e              |

| Norvège NOR | Norvège NOR            | Norvège NOR |
| ----------- | ---------------------- | ----------- |
| Num         | Coureuse               | Pos         |
| 121         | Stine Borgli           | 3e          |
| 122         | Vita Heine             | 11e         |
| 123         | Mie Bjørndal Ottestad  | 45e         |
| 124         | Ingrid Lorvik (route)  | AB          |
| 125         | Hedda Skogesal Samsing | AB          |
| 126         | Emelie Utvik           | AB          |

| Brother UK-Tifosi-Onform ___ | Brother UK-Tifosi-Onform ___ | Brother UK-Tifosi-Onform ___ |
| ---------------------------- | ---------------------------- | ---------------------------- |
| Num                          | Coureuse                     | Pos                          |
| 131                          | Jessica Finney (GBR)         | 36e                          |
| 132                          | Leah Dixon (GBR)             | 20e                          |

| Tibco-Silicon Valley Bank TIB | Tibco-Silicon Valley Bank TIB | Tibco-Silicon Valley Bank TIB |
| ----------------------------- | ----------------------------- | ----------------------------- |
| Num                           | Coureuse                      | Pos                           |
| 133                           | Rebecca Durrell (GBR)         | 31e                           |

| Brother UK-Tifosi-Onform ___ | Brother UK-Tifosi-Onform ___ | Brother UK-Tifosi-Onform ___ |
| ---------------------------- | ---------------------------- | ---------------------------- |
| Num                          | Coureuse                     | Pos                          |
| 134                          | Gabriella Shaw (GBR)         | 50e                          |
| 135                          | Annabel Simpson (GBR)        | 60e                          |
| 136                          | Illi Gardner (GBR)           | 24e                          |

| Jadan Weldtite ___ | Jadan Weldtite ___       | Jadan Weldtite ___ |
| ------------------ | ------------------------ | ------------------ |
| Num                | Coureuse                 | Pos                |
| 141                | Christina Wiejak (GBR)   | AB                 |
| 142                | Olivia Bent (GBR)        | AB                 |
| 143                | Sophie Enever (GBR)      | 53e                |
| 144                | Charlotte Mitchell (GBR) | AB                 |
| 145                | Marie Lynn (GBR)         | AB                 |
| 146                | Gemma Sargent (GBR)      | AB                 |

| Torelli-Assure ___ | Torelli-Assure ___       | Torelli-Assure ___ |
| ------------------ | ------------------------ | ------------------ |
| Num                | Coureuse                 | Pos                |
| 151                | Laura Massey (GBR)       | 35e                |
| 152                | Lydia Boylan (IRL)       | AB                 |
| 153                | Niamh Fisher-Black (NZL) | 17e                |
| 154                | Sophie Thackray (GBR)    | 55e                |
| 155                | Sandra Weiss (SUI)       | 58e                |
| 156                | Beate Zanner (GER)       | 22e                |

| Écosse ___ | Écosse ___            | Écosse ___ |
| ---------- | --------------------- | ---------- |
| Num        | Coureuse              | Pos        |
| 1          | Katie Archibald (GBR) | 54e        |
| 2          | Neah Evans (GBR)      | 43e        |
| 3          | Jennifer George (GBR) | 32e        |
| 4          | Jenny Holl (GBR)      | 66e        |
| 5          | Sophie Lankford (GBR) | 57e        |
| 6          | Anna Shackley (GBR)   | 13e        |

| Alé Cipollini ALE | Alé Cipollini ALE             | Alé Cipollini ALE |
| ----------------- | ----------------------------- | ----------------- |
| Num               | Coureuse                      | Pos               |
| 11                | Jessica Raimondi (ITA)        | 59e               |
| 12                | Marjolein van 't Geloof (NED) | 67e               |
| 13                | Na Ah-reum (KOR)              | 26e               |
| 14                | Nadia Quagliotto (ITA)        | 12e               |
| 16                | Eri Yonamine (JPN) (route)    | 6e                |

| Bigla BIG | Bigla BIG                   | Bigla BIG |
| --------- | --------------------------- | --------- |
| Num       | Coureuse                    | Pos       |
| 21        | Cecilie Uttrup Ludwig (DEN) | 30e       |
| 22        | Sophie Wright (GBR)         | 19e       |
| 23        | Elise Chabbey (SUI)         | 5e        |
| 24        | Nikola Nosková (CZE)        | 9e        |
| 25        | Mikayla Harvey (NZL)        | 14e       |
| 26        | Leah Thomas (USA)           | 1re       |

| Drops DRP | Drops DRP                | Drops DRP |
| --------- | ------------------------ | --------- |
| Num       | Coureuse                 | Pos       |
| 31        | Abby-Mae Parkinson (GBR) | 16e       |
| 32        | Grace Anderson (NZL)     | 61e       |
| 33        | Megan Barker (GBR)       | 48e       |
| 34        | Anna Christian (GBR)     | 25e       |
| 35        | Elizabeth Bennett (GBR)  | 49e       |
| 36        | Joscelin Lowden (GBR)    | AB        |

| Lotto Soudal Ladies LSL | Lotto Soudal Ladies LSL  | Lotto Soudal Ladies LSL |
| ----------------------- | ------------------------ | ----------------------- |
| Num                     | Coureuse                 | Pos                     |
| 41                      | Danielle Christmas (GBR) | 46e                     |
| 42                      | Danique Braam (NED)      | AB                      |
| 43                      | Dannielle Khan (GBR)     | 68e                     |
| 44                      | Annelies Dom (BEL)       | 44e                     |
| 46                      | Julie Van de Velde (BEL) | 8e                      |

| Parkhotel Valkenburg PHV | Parkhotel Valkenburg PHV  | Parkhotel Valkenburg PHV |
| ------------------------ | ------------------------- | ------------------------ |
| Num                      | Coureuse                  | Pos                      |
| 52                       | Ann-Sophie Duyck (BEL)    | 47e                      |
| 53                       | Sylvie Swinkels (NED)     | 64e                      |
| 54                       | Belle De Gast (NED)       | 39e                      |
| 56                       | Janine van der Meer (NED) | AB                       |

| Rally Cycling RLW | Rally Cycling RLW             | Rally Cycling RLW |
| ----------------- | ----------------------------- | ----------------- |
| Num               | Coureuse                      | Pos               |
| 61                | Emma White (USA)              | 10e               |
| 62                | Sara Bergen (CAN)             | AB                |
| 63                | Allison Beveridge (CAN)       | 62e               |
| 64                | Kristabel Doebel-Hickok (USA) | 28e               |
| 65                | Gillian Ellsay (CAN)          | 42e               |
| 66                | Katherine Maine (CAN)         | AB                |

| Tibco-Silicon Valley Bank TIB | Tibco-Silicon Valley Bank TIB | Tibco-Silicon Valley Bank TIB |
| ----------------------------- | ----------------------------- | ----------------------------- |
| Num                           | Coureuse                      | Pos                           |
| 71                            | Brodie Chapman (AUS)          | 38e                           |
| 72                            | Rozanne Slik (NED)            | AB                            |
| 73                            | Alison Jackson (CAN)          | 2e                            |
| 74                            | Sharlotte Lucas (NZL)         | 52e                           |
| 75                            | Shannon Malseed (AUS)         | 37e                           |

| Valcar Cylance VAL | Valcar Cylance VAL      | Valcar Cylance VAL |
| ------------------ | ----------------------- | ------------------ |
| Num                | Coureuse                | Pos                |
| 81                 | Dalia Muccioli (ITA)    | 41e                |
| 82                 | Chiara Consonni (ITA)   | AB                 |
| 83                 | Silvia Pollicini (ITA)  | 63e                |
| 84                 | Asja Paladin (ITA)      | 21e                |
| 85                 | Silvia Persico (ITA)    | 18e                |
| 86                 | Ilaria Sanguineti (ITA) | 29e                |

| BTC City Ljubljana BTC | BTC City Ljubljana BTC      | BTC City Ljubljana BTC |
| ---------------------- | --------------------------- | ---------------------- |
| Num                    | Coureuse                    | Pos                    |
| 91                     | Eugenia Bujak (SLO) (route) | 4e                     |
| 92                     | Urška Bravec (SLO)          | 34e                    |
| 93                     | Hanna Nilsson (SWE)         | 7e                     |
| 94                     | Urša Pintar (SLO)           | 27e                    |
| 95                     | Rossella Ratto (ITA)        | 23e                    |
| 96                     | Špela Kern (SLO)            | 33e                    |

| Grande-Bretagne GBR | Grande-Bretagne GBR | Grande-Bretagne GBR |
| ------------------- | ------------------- | ------------------- |
| Num                 | Coureuse            | Pos                 |
| 101                 | Jessica Roberts     | 15e                 |
| 102                 | Anna Docherty       | AB                  |
| 103                 | Josie Knight        | 40e                 |
| 105                 | Amelia Sharpe       | 51e                 |

| Corée du Sud KOR | Corée du Sud KOR | Corée du Sud KOR |
| ---------------- | ---------------- | ---------------- |
| Num              | Coureuse         | Pos              |
| 111              | Lee Ju-mi        | AB               |
| 112              | Su-Ji Jang       | AB               |
| 113              | Kang Hyun-kyung  | AB               |
| 114              | Kim Hyun-ji      | 65e              |
| 115              | Seon-ha Yu       | 56e              |

| Norvège NOR | Norvège NOR            | Norvège NOR |
| ----------- | ---------------------- | ----------- |
| Num         | Coureuse               | Pos         |
| 121         | Stine Borgli           | 3e          |
| 122         | Vita Heine             | 11e         |
| 123         | Mie Bjørndal Ottestad  | 45e         |
| 124         | Ingrid Lorvik (route)  | AB          |
| 125         | Hedda Skogesal Samsing | AB          |
| 126         | Emelie Utvik           | AB          |

| Brother UK-Tifosi-Onform ___ | Brother UK-Tifosi-Onform ___ | Brother UK-Tifosi-Onform ___ |
| ---------------------------- | ---------------------------- | ---------------------------- |
| Num                          | Coureuse                     | Pos                          |
| 131                          | Jessica Finney (GBR)         | 36e                          |
| 132                          | Leah Dixon (GBR)             | 20e                          |

| Tibco-Silicon Valley Bank TIB | Tibco-Silicon Valley Bank TIB | Tibco-Silicon Valley Bank TIB |
| ----------------------------- | ----------------------------- | ----------------------------- |
| Num                           | Coureuse                      | Pos                           |
| 133                           | Rebecca Durrell (GBR)         | 31e                           |

| Brother UK-Tifosi-Onform ___ | Brother UK-Tifosi-Onform ___ | Brother UK-Tifosi-Onform ___ |
| ---------------------------- | ---------------------------- | ---------------------------- |
| Num                          | Coureuse                     | Pos                          |
| 134                          | Gabriella Shaw (GBR)         | 50e                          |
| 135                          | Annabel Simpson (GBR)        | 60e                          |
| 136                          | Illi Gardner (GBR)           | 24e                          |

| Jadan Weldtite ___ | Jadan Weldtite ___       | Jadan Weldtite ___ |
| ------------------ | ------------------------ | ------------------ |
| Num                | Coureuse                 | Pos                |
| 141                | Christina Wiejak (GBR)   | AB                 |
| 142                | Olivia Bent (GBR)        | AB                 |
| 143                | Sophie Enever (GBR)      | 53e                |
| 144                | Charlotte Mitchell (GBR) | AB                 |
| 145                | Marie Lynn (GBR)         | AB                 |
| 146                | Gemma Sargent (GBR)      | AB                 |

| Torelli-Assure ___ | Torelli-Assure ___       | Torelli-Assure ___ |
| ------------------ | ------------------------ | ------------------ |
| Num                | Coureuse                 | Pos                |
| 151                | Laura Massey (GBR)       | 35e                |
| 152                | Lydia Boylan (IRL)       | AB                 |
| 153                | Niamh Fisher-Black (NZL) | 17e                |
| 154                | Sophie Thackray (GBR)    | 55e                |
| 155                | Sandra Weiss (SUI)       | 58e                |
| 156                | Beate Zanner (GER)       | 22e                |